# ハルク: スマッシュ・ヒーローズ
『ハルク: スマッシュ・ヒーローズ』（Hulk and the Agents of S.M.A.S.H.）は、マーベル・コミックのスーパーヒーローであるハルクを基としたアメリカ合衆国のテレビアニメである。2013年8月11日よりディズニーXDのマーベル・ユニバース枠で放送されている。日本では2014年5月25日から2016年11月までディズニーXDで放送された（リピートあり）。
2014年7月26日、ディズニーXDは第2シーズンへの更新を発表し、10月12日より放送が始まっている。

## プロット
本作は、リック・ジョーンズがハルクをモンスターではなくヒーローと社会に認識させるために制作したオンライン・リアリティ番組の視点で描かれる。
第1シーズンでは、ハルク、シー・ハルク、レッドハルク、A-ボム、スカーが他のヒーローでは太刀打ちできない脅威に対処するためにエージェンツ・オブ・スマッシュを結成する。彼らはブルース・バナーが初めてハルク化したビスタ・ヴェルデの町の近くに基地を構え、様々な敵と対決する。

## 製作
2011年のサンディエゴ・コミコンで製作発表が行われた。放送前の段階でポール・ディニとヘンリー・ギルロイがシリーズの脚本家を務めることが明かされた。スーパーバイジング・プロデューサーのコート・レーンはシリーズを「本当に面白いファミリー・スタイルのダイナミックさを持つキャラクターの偉大なグループについての偉大な物語だ。素晴らしい声優もあり、とても面白い」と説明した。

## 登場人物

### S.M.A.S.H.
ハルク/ブルース・バナー
声：フレッド・タタショア/吹き替え：櫛田泰道
本作のメインキャラクターで、チームのリーダー的存在。
Aボム/リック・ジョーンズ
声：セス・グリーン/吹き替え：下妻由幸
ハルクの親友。もともとは普通の人間だったが、騒動に巻き込まれた結果、アボミネーションのような異形の人間となった。異形となった後も、明るく陽気な性格は変わらなかった。
シー・ハルク/ジェニファー・ウォルターズ
声：エリザ・ドゥシュク/吹き替え：阿川りょう
ハルクのいとこ。
レッドハルク/サンダーボルト・ロス
声：クランシー・ブラウン/吹き替え：松田健一郎
ハルクの仲間である赤い大男。元々は敵である。指揮官を気取って指示を出すも皆レッドハルクにはなかなか従ってくれず、ハルクの指示を優先する。銃火器を得物とする。
スカー
声：ベンジャミン・ディスキン/吹き替え：鈴木雄二
ハルクの仲間。長髪の筋肉質の青年で、剣を得物とする。原語版では一人称が自分の名前になっている。また、自らの過去についての記憶がない。
初登場時はアニヒラスに洗脳された状態でネガティブゾーンから地球へ送り込まれたが、その後洗脳が解け、ハルク達の仲間となった。
デビルダイナソー
声：スティーブン・ブルーム
ハルクたちの仲間である赤い恐竜。

### ヒーロー
スパイダーマン
声 -川田紳司 /英：ドレイク・ベル
「コレクター」にて初登場。
ドク・サムソン
声 - J・P・カーリアック
ハルクの親友である精神科医。スカーを矯正し、一時はうまくいくも、最終的には失敗し、疲弊のあまりサムソン自身がおかしくなってしまった。
ウルヴァリン
声 - /英：スティーブン・ブルーム
ドクター・ストレンジ
声 - /英：ジャック・コールマン
アベンジャーズ
アイアンマン
声 - 川原慶久/英：エイドリアン・パスダー
スターク・インダストリーズの社長。
JARVIS
声 - 山本善寿/英：フィル・ラマール
アイアンマンの執事である人工知能。
キャプテン・アメリカ
声 - 丸山壮史/英：ロジャー・クレイグ・スミス
アベンジャーズの代表者であるスーパーヒーロー。
マイティ・ソー
声 -藤真秀/英：トラヴィス・ウィリン
ガーディアンズ・オブ・ギャラクシー
ピーター・クイル/スター・ロード
声 - 影平隆一 /英：クリス・コックス
ガーディアンズ・オブ・ギャラクシーのリーダー。
グルート
声 - /英：ケビン・マイケル・リチャードソン
木のような姿をした異星人。
ロケット・ラクーン
声 - 多田野曜平 /英：セス・グリーン
二足歩行するアライグマ。
ドラックス・ザ・デストロイヤー（Drax the Destroyer）/アーサー・ダグラス（Arthur Douglas）
声 - 福地将章/英：デビッド・ゾボロフ
ガモーラ
声 - 西島麻紘 /英：ニカ・フッターマン
インヒューマンズ
トライトン
声 - /英：ジェームズ・アーノルド・テイラー
ブラックボルト
声 - 増元拓也 /英：フレッド・タタショア
インヒューマンズのリーダー。
メデューサ
声 - /英：メアリー・フェイバー 
インヒューマンズのメンバー。長髪を自在に操る美女。
ゴーゴン
声 - /英：ノーラン・ノース
インヒューマンズのメンバー。
カーナック
声 - /英：フレッド・タタショア
インヒューマンズのメンバーである武術の達人。
ファンタスティック・フォー
リード・リチャーズ / ミスター・ファンタスティック
声 - /英：ロビン・アトキン・ダウンズ
スーザン・ストーム / インビジブル・ウーマン
声 - /英：カリ・ウォールグレン
ジョニー・ストーム / ヒューマン・トーチ
声 - /英：ジェームズ・アーノルド・テイラー
ベン・グリム / ザ・シング
声 - /英：デイヴ・ボート
ハウリング・コマンドーズ
フランケンシュタインズ・モンスター
声 - /英：ケビン・マイケル・リチャードソン
ハウリング・コマンドーズのメンバーで、銃火器の扱いに長けた大男。
ウェアウルフ・バイ・ナイト
声 - /英：ロス・リンチ
高い身体能力と嗅覚を武器とする狼男。ベジタリアンを自称する。
エリック・ブルックス/ブレイド
声 - /英：テリー・クルーズ
吸血鬼ハンター。
マンシング
ヘドロで構成されたヒーローで、ヘドロが多ければ多いほど巨大化し、力も増す。喋ることは不可能だが、コミュニケーションをとることは可能。
インビジブルマン
声 - 河田吉正
透明人間。

### ヴィラン
リーダー
声 - ジェームズ・アーノルド・テイラー
ハルクの宿敵の一人。
アニヒラス
声 ‐ ロビン・アトキン・ダウンズ
スカーを洗脳し、ネガティブゾーンから地球へ送り込んだ人物。
アブソービング・マン
声 - ジョナサン・アダムズ 
ハルクの宿敵の一人。「スカーのマナー教室」でハルクたちを襲うが、機転を利かせたスカーの策にはまり自滅した。
タイタニア
声 - クレア・グラント
アブソービング・マンとともにハルク達を攻撃した女悪党。
ウェンディゴ
声 - ディー・ブラッドリー・ベイカー
ロキ
声 - 三戸耕三/英：トロイ・ベイカー
コレクター
声 - 野沢聡/ジェフ・ベネット
超人的存在・エターナルズの一人で、地球中のヒーローをコレクションにした。
アボミネーション
声 ‐ロビン・アトキン・ダウンズ
ハルクの宿敵。
ギャラクタス
声 - ジョン・ディマジオ 
レッキングクルー
レッカー
声 - スティーブン・ブルーム（シーズン1）
ブルドーザー
声：ベンジャミン・ディスキン
パイルドライバー
声 - ジョナサン・アダムズ
サンダーボール
声 - フレッド・タタショア（シーズン1） →ジョナサン・アダムズ（シーズン2）

### その他
エゴ
声 - ケビン・マイケル・リチャードソン
生ける惑星。
スタン
声 - スタン・リー

## エピソード
| シーズン | シーズン | 話数 | オリジナル放送日 | オリジナル放送日 |
| シーズン | シーズン | 話数 | 初回             | 最終回           |
| -------- | -------- | ---- | ---------------- | ---------------- |
|          | 1        | 26   | 2013年8月11日    | 2014年12月3日    |
|          | 2        | 26   | 2014年10月12日   | 2015年6月28日    |

### 第1シーズン（2013–14年）
| シリーズ 話数 | シーズン 話数 | 日本語題 原題                                                     | 監督                     | 脚本                                  | オリジナル 放送日 | 合衆国 視聴者数 (百万人) |
| ------------- | ------------- | ----------------------------------------------------------------- | ------------------------ | ------------------------------------- | ----------------- | ------------------------ |
| 1             | 1             | "破壊への入り口 前編" "Doorway to Destruction (Part 1)"           | ダン・フォーセット       | ポール・ディニ                        | 2013年8月11日     | TBD                      |
| 2             | 2             | "破壊への入り口 後編" "Doorway to Destruction (Part 2)"           | ダン・フォーセット       | ポール・ディニ                        | 2013年8月11日     | TBD                      |
| 3             | 3             | "ハルクバスター・アーマー" "Hulk-Busted"                          | ロイ・スミス             | ヘンリー・ギルロイ                    | 2013年8月18日     | TBD                      |
| 4             | 4             | "コレクター" "The Collector"                                      | ダン・フォーセット       | ユージン・サン                        | 2013年8月25日     | TBD                      |
| 5             | 5             | "生物惑星エゴのすべて" "All About the Ego"                        | ロイ・スミス             | ブランドン・オーマン                  | 2013年9月1日      | TBD                      |
| 6             | 6             | "サベッジランド" "Savage Land"                                    | ダン・フォーセット       | スティーヴン・メルチング              | 2013年9月15日     | 0.56                     |
| 7             | 7             | "縮みゆく超人ハルク" "The Incredible Shrinking Hulks"             | ロイ・スミス             | ポール・ディニ                        | 2013年9月22日     | 0.50                     |
| 8             | 8             | "ハルク・オン・アイス" "Hulks on Ice"                             | ロイ・スミス             | ユージン・サン                        | 2013年10月6日     | 0.44                     |
| 9             | 9             | "モールマン" "Of Moles and Men"                                   | ダン・フォーセット       | スティーヴン・メルチング              | 2013年10月27日    | 0.49                     |
| 10            | 10            | "銀世界での大惨事" "Wendigo Apocalypse"                           | パトリック・アーチボルド | ブランドン・オーマン                  | 2013年11月3日     | 0.43                     |
| 11            | 11            | "スカーのマナー教室" "The Skaar Whisperer"                        | ダン・フォーセット       | アダム・ビーチェン                    | 2013年11月10日    | 0.52                     |
| 12            | 12            | "ネガティブ・ゾーンへ" "Into the Negative Zone"                   | パトリック・アーチボルド | ヘンリー・ギルロイ                    | 2013年11月17日    | 0.43                     |
| 13            | 13            | "レッドとデビルの仲直り" "Red Rover"                              | ダン・フォーセット       | ポール・ディニ                        | 2013年11月24日    | 0.42                     |
| 14            | 14            | "ヴェノムの脅威" "The Venom Within"                               | パトリック・アーチボルド | ブランドン・オーマン                  | 2013年12月8日     | 0.40                     |
| 15            | 15            | "無敵のギャラクタス" "Galactus Goes Green"                        | ダン・フォーセット       | ブランドン・オーマン                  | 2014年1月19日     | 0.34                     |
| 16            | 16            | "とんだマシントラブル" "The Trouble With Machines"                | ダン・フォーセット       | ユージン・サン                        | 2014年1月26日     | 0.48                     |
| 17            | 17            | "アボミネーション" "Abomination"                                  | パトリック・アーチボルド | スティーヴン・メルチング              | 2014年2月2日      | 0.43                     |
| 18            | 18            | "ミッション・インポッシブル・マン" "Mission Impossible Man"       | ダン・フォーセット       | ポール・ディニ                        | 2014年2月9日      | 0.29                     |
| 19            | 19            | "アスガルドのために" "For Asgard"                                 | パトリック・アーチボルド | ユージン・サン                        | 2014年2月23日     | 0.35                     |
| 20            | 20            | "ドクター・ストレンジのマジック教室" "Stranger in a Strange Land" | ダン・フォーセット       | ブランドン・オーマン                  | 2014年3月30日     | 0.51                     |
| 21            | 21            | "デスロック" "Deathlok"                                           | パトリック・アーチボルド | ヘンリー・ギルロイ & トッド・キャシー | 2014年4月13日     | 0.57                     |
| 22            | 22            | "インヒューマンズとの遭遇" "Inhuman Nature"                       | パトリック・アーチボルド | アダム・ビーチェン                    | 2014年6月15日     | TBD                      |
| 23            | 23            | "狩るか狩られるか" "The Hunted"                                   | ダン・フォーセット       | ユージン・サン                        | 2014年6月22日     | TBD                      |
| 24            | 24            | "モンスター追放" "Monsters No More (1)"                           | パトリック・アーチボルド | ブランドン・オーマン                  | 2014年6月29日     | TBD                      |
| 25            | 25            | "惑星リーダー" "Planet Leader (2)"                                | ダン・フォーセット       | ヘンリー・ギルロイ                    | 2014年7月13日     | TBD                      |
| 26            | 26            | "スマッシュ・クリスマスの奇跡" "It's a Wonderful Smash (3)"       | パトリック・アーチボルド | スティーヴン・メルチング              | 2014年12月3日     | TBD                      |

### 第2シーズン（2014–15年）
| シリーズ 話数 | シーズン 話数 | 日本語題 原題                                                                                        | 監督                     | 脚本                     | オリジナル 放送日 | 合衆国 視聴者数 (百万人) |
| ------------- | ------------- | --- | ------------------------ | ------------------------ | ----------------- | ------------------------ |
| 27            | 1             | "惑星ハルク パート1" "Planet Hulk (Part 1)"                                                          | パトリック・アーチボルド | マーティ・アイゼンバーグ | 2014年10月12日    | TBD                      |
| 28            | 2             | "惑星ハルク パート2" "Planet Hulk (Part 2)"                                                          | ダン・フォーセット       | ケヴィン・ホップス       | 2014年10月12日    | TBD                      |
| 29            | 3             | "運命の砂時計" "Hulking Commandos"                                                                   | パトリック・アーチボルド | ブランドン・オーマン     | 2014年10月19日    | TBD                      |
| 30            | 4             | "“恐れ”の正体" "Fear Itself"                                                                         | パトリック・アーチボルド | ブランドン・オーマン     | 2014年10月26日    | TBD                      |
| 31            | 5             | "ガーディアンズ･オブ･ギャラクシー" "Guardians of the Galaxy"                                         | ダン・フォーセット       | ヘンリー・ギルロイ       | 2014年11月2日     | TBD                      |
| 32            | 6             | "衝撃の未来" "Future Shock"                                                                          | パトリック・アーチボルド | ポール・ディニ           | 2014年11月9日     | TBD                      |
| 33            | 7             | "ドラフに注意" "A Druff is Enough"                                                                   | ダン・フォーセット       | スティーヴン・メルチング | 2014年11月16日    | TBD                      |
| 34            | 8             | "帰郷" "Homecoming"                                                                                  | パトリック・アーチボルド | マーティ・アイゼンバーグ | 2015年1月18日     | TBD                      |
| 35            | 9             | "デビル･ダイナソーを救え" "Spidey, I Blew up the Dinosaur"                                           | ダン・フォーセット       | ヘンリー・ギルロイ       | 2015年1月25日     | 0.38                     |
| 36            | 10            | "銀河最強のチャンピオンは？" "The Strongest One There Is"                                            | ダン・フォーセット       | ポール・ジャコッポ       | 2015年2月1日      | TBD                      |
| 37            | 11            | "偽ヒーローズ" "The Dopplesmashers"                                                                  | パトリック・アーチボルド | マーティ・アイゼンバーグ | 2015年2月8日      | TBD                      |
| 38            | 12            | "ハルクのグリーンマイル" "The Big Green Mile"                                                        | ダン・フォーセット       | スティーヴン・メルチング | 2015年2月15日     | TBD                      |
| 39            | 13            | "怒りを忘れたハルク" "The Green Room"                                                                | パトリック・アーチボルド | マーティ・アイゼンバーグ | 2015年2月22日     | 0.49                     |
| 40            | 14            | "レッドの反抗期" "The Defiant Hulks"                                                                 | ダン・フォーセット       | ポール・ディニ           | 2015年3月1日      | 0.59                     |
| 41            | 15            | "マエストロ登場" "The Maestro Enter"                                                                 | ダン・ダンカン           | ブランドン・オーマン     | 2015年3月8日      | 0.42                     |
| 42            | 16            | "ヘラクレス伝説" "The Tale of Hercules"                                                              | ダン・フォーセット       | トッド・キャシー         | 2015年3月15日     | 0.45                     |
| 43            | 17            | "バナーの選択" "Banner Day"                                                                          | ダン・ダンカン           | マーティ・アイゼンバーグ | 2015年3月22日     | TBD                      |
| 44            | 18            | "ローラーゲーム対決" "Wheels of Fury"                                                                | ダン・フォーセット       | ヘンリー・ギルロイ       | 2015年3月29日     | TBD                      |
| 45            | 19            | "未来へのスマッシュ パート1 恐竜時代" "Days of Future Smash: The Dino Era (Part 1)"                  | ダン・ダンカン           | ポール・ディニ           | 2015年5月10日     | TBD                      |
| 46            | 20            | "未来へのスマッシュ パート2 スマッシュガルド" "Days of Future Smash: Smashguard (Part 2)"            | ダン・フォーセット       | マーティ・アイゼンバーグ | 2015年5月17日     | TBD                      |
| 47            | 21            | "未来へのスマッシュ パート3 ドラキュラ" "Days of Future Smash: Dracula (Part 3)"                     | ダン・ダンカン           | ブランドン・オーマン     | 2015年5月24日     | TBD                      |
| 48            | 22            | "未来へのスマッシュ パート4 ヒドラ時代の到来" "Days of Future Smash: Year of the Hydra (Part 4)"     | ダン・フォーセット       | スティーヴン・メルチング | 2015年5月31日     | TBD                      |
| 49            | 23            | "未来へのスマッシュ パート5 未来のヒーローズ" "Days of Future Smash: The Tomorrow Smashers (Part 5)" | ダン・ダンカン           | TBA                      | 2015年6月7日      | TBD                      |
| 50            | 24            | "復讐の精霊" "Spirit of Vengeance"                                                                   | ダン・フォーセット       | TBA                      | 2015年6月14日     | TBD                      |
| 51            | 25            | "惑星モンスター パート1" "Planet Monster Part1"                                                      | ダン・ダンカン           | TBA                      | 2015年6月21日     | TBD                      |
| 52            | 26            | "惑星モンスター パート2" "Planet Monster Part2"                                                      | ダン・フォーセット       | TBA                      | 2015年6月28日     | TBD                      |